# Apeadeiro de Freixo
O Apeadeiro de Freixo foi uma interface da Linha da Beira Alta situada na localidade de Barril, na periferia nascente de Mortágua, que servia nominalmente a localidade de Freixo, no Distrito de Viseu, em Portugal.

## História
A Linha da Beira Alta foi inaugurada pela Companhia dos Caminhos de Ferro Portugueses da Beira Alta em 1 de Julho de 1883. Freixo não constava entre as estações e apeadeiros existentes na linha à data de inauguração, porém, nem dos horários de 1913, tendo este interface sido criado posteriormente. Não figura no mapa oficial de 1985 nem consta da documentação oficial de 2010.